# Microsoft Works
Microsoft Works — офісний пакет («домашній продуктивний програмний пакет») фірми Microsoft. Менший, дешевший, з меншими можливостями, ніж пакет Microsoft Office, до його основних функцій входять текстовий процесор, електронні таблиці та бази даних. Нові версії мають застосунки календаря і словника, в той час як старі релізи включали емулятор терміналу. Утиліта Works Portfolio пропонує функціональність подібну до Microsoft Binder.
Звичайно Microsoft Works не продавався окремо, а постачався встановленим на OEM комп'ютерах.

## Історія
До версії 4.5a Works використовував монолітну програмну архітектуру, завдяки чому текстовий процесор і таблиці/бази даних працювали у вікні з тим самим програмним інтерфейсом. Така архітектура вимагала мало пам'яті і дискового простору, а відтак Works міг працювати на повільних комп'ютерах із потребами всього лише 6 MB пам'яті та 12 MB вільного місця на диску. Works 2000 (версія 5.0) переключився на модульну архітектуру, кожен документ відкривався як окрема сутність, використовувався рушій друку з Internet Explorer. Версія «Works Suite» доповнювалася персональними і розважальними застосунками, такими як Microsoft Money, Encarta, Streets & Trips та Digital Image. Такі версії «Works Suite» також комплектувалися копією Microsoft Word, хоча  тут не були задіяні версії, свіжіші за Word 2002. У 2008 «Works Suite» не був продовжений, тільки окремий Works став доступний в продажі.
Microsoft восени 2009 оголосив, що має плани замістити пакет Microsoft Works іншим своїм продуктом Office Starter 2010

## Виноски
1. ↑  System requirements for Works for Windows 95. Архів оригіналу за 24 жовтня 2007. Процитовано 9 жовтня 2009.
2. ↑  Microsoft announces ad-supported Office Starter 2010. Архів оригіналу за 10 жовтня 2009. Процитовано 9 жовтня 2009.